# Serranos
Serranos là một đô thị thuộc bang Minas Gerais, Brasil. Đô thị này có diện tích 212,493 km², dân số năm 2007 là 2063 người, mật độ 9,9 người/km².